# Ан Болейн
Ан Болейн (на английски: Anne Boleyn) е втората съпруга на крал Хенри VIII и майка на кралица Елизабет I. Тя е една от най-известните кралици в английската история, въпреки че е била на престола едва 3 години (28 май 1533 – 19 май 1536). Животът ѝ е обект на много филми и книги.

## Биография

### Ранни години
Ан е дъщеря на сър Томас Болейн (впоследствие граф на Уилтшър и граф на Ормонд) и съпругата му – лейди Елизабет Хауърд, дъщеря на Томас Хауърд – втори херцог на Норфолк. Томас Болейн бил уважаван дипломат с усет към чуждите езици. Бил любимец на крал Хенри VIII, който го изпращал на много дипломатически мисии в чужбина.
Ан, заедно с брат си и сестра си, израстват в замъка Хийвър в Кент. Липсата на енорийски архиви от този период не позволяват да се установи точната рождена дата на Ан Болейн. Съвременните доказателства са противоречиви – няколко дати са предложени от различни историци. Един италиански архив от 1600 година предполага, че тя е родена през 1499 година, докато зетят на сър Томас Мор – Уилям Ропър предлага доста по-късна година – 1512. Въпреки това се предполага, че годината ѝ на раждане е някъде между 1501 и 1507 г. Що се отнася до брат ѝ и сестра ѝ, за тях също не се знаят датите им на раждане, но изглежда ясно, че сестра ѝ Мери е по-голяма от Ан. Децата на Мери били убедени, че майка им е по-голямата сестра. Повечето историци се съгласяват, че Мери е родена през 1499 г. Брат им Джордж е роден около 1504 г. Като дете Ан е изпратена във френския кралски двор, където научава езика и развива интерес към френската мода, музика и поезия. 
Академичните спорове за рождената дата на Ан се фокусират върху две ключови години – 1501 и 1507. Ерик Айвс, британски историк и юрисконсулт, се застъпва за 1501 г., докато Рета Уорник – американски учен, която е написала биография за Ан, отдава предпочитание на 1507 г. Ключът се намира в оцеляло писмено доказателство – писмо, написано от Ан през 1514 г. Написано е на френски до баща ѝ, който все още живеел в Англия по времето, в което Ан завършвала образованието си в Холандия. Айвс спори за това, че стилът на писмото и добре развит почерк доказват, че Ан е била на около тринадесет по това време, докато Уорник спори, че многото правописни и граматически грешки показват, че писмото е писано от дете. Според мнението на Айвс, това трябва да е около минималната възраст, в която едно момиче може да стане придворна дама, каквато е била Ан на регентката Маргарита Австрийска, дукеса на Савой. Това е подкрепено от твърденията на един летописец от XVI век, който пише, че Ан била на двадесет, когато се върнала от Франция. Тези открития са оспорвани от Уорник в няколко книги и статии, но доказателствата не подкрепят напълно друга дата.
Предците на Ан включват кмет на Лондон, дук, граф, две аристократични дами и рицар. Един от тях – Джефри Болейн, е бил търговец на платове и вълна преди да стане кмет. Родът Болейн произлиза от Бликлинг в Норфолк, на около 25 километра северно от Норич. По времето, в което се е родила Ан, родът Болейн бил смятан за един от най-уважаваните в английската аристрокрация. Роднините ѝ включвали рода Хауърд – една от превъзходните фамилии в страната; а един от прародителите ѝ е крал Едуард I. Тя със сигурност е с по-благородно потекло от следващите съпруги на Хенри VIII – Джейн Сиймур и Катрин Пар.

### Холандия и Франция
Бащата на Ан продължава кариерата си като дипломат на Хенри VIII. В Европа, Томас Болейн печели много почитатели, включително ерцхерцогиня Маргарет Австрийска, дъщеря на императора на Свещената Римска империя – Максимилиан I. През този период тя управлява Холандия от името на баща си и е толкова впечатлена от Болейн, че предлага на дъщеря му Ан място в домакинството си. Обикновено едно момиче е трябвало да навърши дванадесет, за да бъде удостоено с такава чест, но е възможно Ан да е била по-малка, тъй като ерцхерцогинята се е обръщала към нея на галено с „la petite Boulin“. Ан прави добро впечатление в Холандия с държанието си и прилежността си. Маргарет казва, че Ан говори изискано и любезно за момиче на такава възраст и споделя със сър Томас Болейн, че дъщеря му е „толкова представителна и любезна, като се има предвид младежката ѝ възраст, че съм повече признателна на Вас за това, че ми я изпратихте, отколкото Вие на мен“. Ан остава при Маргарет от пролетта на 1513 година до момента, в който баща ѝ урежда да прислужва на сестрата на Хенри VIII – Мери Тюдор, кралица на Франция, по време на сватбата ѝ с Луи XII през октомври 1514 година.
Във Франция Ан е придворна дама на кралица Мери, а след това на 15-годишната кралица Клод Френска, при която остава почти седем години. В домакинството на кралството тя завършва обучението си по френски и започва да се интересува от мода и религиозна философия. Тя се запознава с френската култура и етикет. Образованието на Ан във Франция се доказва в по-късните години, вдъхновявайки редица нови тенденции сред дамите и придворните в Англия, като също така може да е било средство при сблъсъка на краля с културо-разтърсващите пречки с папството. Ерик Айвс прави догадки, че Ан може би е била с евангелистки убеждения и силен вътрешно-духовен живот.
Ан запленявала всички със силния си чар, въпреки че има различни мнения за привлекателността ѝ. Марино Сануто, който вижда Ан, когато Хенри VIII среща Франсоа I в Кале през октомври 1532 година, я описва като „не една от най-красивите жени на света. Тя е със среден ръст, с мургава кожа, дълга шия, широка уста, не много повдигнати гърди... с очи, които са черни и красиви“. Саймън Грийн пише на Мартин Бюсър през септември 1531 година, че Ан е „млада, красива, с доста тъмна кожа“. Най-влиятелното описание на Ан, но и най-ненадеждното, е написано от католическия пропагандист и полемист Никола Сандер през 1586 година – половин век след смъртта на Ан: „Ан Болейн беше доста висока, с черна коса, с кръгло лице и бледа кожа, сякаш страдаща от жълтеница. Говори се, че имала щръкнал зъб под горната устна и шест пръста на дясната си ръка. Имаше огромна бучка под брадичката и за да я скрие, носеше рокли, покриващи шията ѝ... Беше красива, с хубава уста“. Сандер обвинява Ан за отказването на Хенри VIII от Католическата църква и пишейки петдесет години след смъртта ѝ, се стреми да я демонизира. Описанието на Сандер допринася за това, което биографът Ерик Айвс нарича „чудовищната легенда“ за Ан Болейн. Въпреки че тези детайли са измислица, те са създали представата за външността на Ан в някои съвременни учебници.
Опитът на Ан във Франция я прави силно вярващ християнин според новата традиция на ренесансовия хуманизъм. Въпреки че на по-късен етап защитава позицията на реформист, заявявайки, че папството оказва покварно влияние върху християнството, нейните консервативни наклонности могат да се забележат в молитвите ѝ към Дева Мария.
Европейското образование на Ан приключва през 1521 година, когато баща ѝ̀ я призовава да се върне в Англия. Тя отплавя от Кале през януари 1522 г.

### В двора на Хенри VIII: 1522 – 1533
В опит да се разреши спорът за собствеността и имотите на графство Ормонд, Ан е трябвало да се омъжи за ирландския си братовчед Джеймс Бътлър, който е със седем години по-голям от нея и е живеел в английския двор. Седмият граф на Ормонд умира през 1515 година, оставяйки дъщерите си Маргарет Болейн и Ан Сейнт Лийджър като наследници. В Ирландия праправнукът на третия граф – сър Пиърс Бътлър оспорва завещанието и заявява претенции върху графството. Той вече притежава замъкът Килкени – наследственото седалище на графовете. Сър Томас Болейн като син на най-възрастната дъщеря, е смятал, че титлата му принадлежи и се оплаква на своя шурей, дукът на Норфолк, който обсъжда въпроса с крал Хенри. Страхувайки се, че скандалът може да прерасне в гражданска война в Ирландия, Хенри решава да разреши въпроса като уговори съюз между сина на Пиърс – Джеймс и Ан Болейн. Тя е щяла да дари наследството си от Ормонд като зестра и така да приключи разпрата. Планът се проваля, вероятно защото сър Томас се надява на по-добър брак за дъщеря си или защото той самият е желаел титлата. Каквато и да е била причината, преговорите по брака са прекъснати. По-късно Джеймс Бътлър се жени за лейди Джоан Фитцджералд, дъщеря и наследница на Джеймс Фитцджералд, десети граф на Дезмонд, и Ейми О'Браян.
Мери Болейн, по-голямата сестра на Ан Болейн, е извикана от Франция по-рано, в края на 1519 г., уж заради връзките ѝ с френския крал и придворните му. През февруари 1520 г. в Гринуич тя се омъжва за Уилям Кари, низш благородник, в присъствието на Хенри VIII – скоро след като Мери Болейн става любовница на английския крал. Историците спорят за бащинството на едното или дори за двете деца на Мери Болейн от Хенри, които били родени по време на брака ѝ с Уилям Кари. Хенри не е признал нито едно дете, с изключение на сина си Хенри Фицрой – незаконнороденият му син от Елизабет Блънт, лейди Толбойс.
Ан прави своя дебют пред обществото на грандиозното празненство в Шато Верт (Зеленият замък) в чест на имперските посланици на 4 март 1522 г. Там тя участва в сложен танц, партнирана от по-младата сестра на Хенри – Мери, няколко други дами от двора и сестра ѝ, при което всички са носели рокли от бял сатен, бродирани със златни нишки. Тя бързо се превръща в една от най-стилните и образовани жени в двора и съвсем скоро много млади мъже започват да се състезават за нея.
Американската историчка Рита М. Уорник пише, че Ан е била „идеалната придворна дама... грациозните ѝ маниери и френското ѝ облекло били красиви и стилни; тя танцувала с лекота, имала приятен глас, свирила на лютня и няколко други музикални инструменти добре, говорела свободно френски,... забележителна, интелигентна, находчива млада благородничка,... която първо заговаряла хората, а после ги забавлявала. Накратко, нейната енергия и жизненост я поставили в центъра на вниманието на всяко светско събиране“. Биографът на Хенри VIII Дж. Дж. Скарисбрик допълва, че Ан се наслаждавала на вниманието, което получавала от обожателите си.
По това време Ан била ухажвана от Херни Пърси, син на графа на Нортъмбърланд, и тайно се сгодила с младия мъж. Разпоредителят на Томас Уолси – Джордж Кейвъндиш – твърдял, че двамата не са били любовници. Ако може да се вярва на Кейвъндиш, възможно е тяхната връзка да не е била сексуална. Романсът бил развален, когато бащата на Пърси отказал да подкрепи годежа им. Според Кейвъндиш Ан била изпратена от двора в семейните имения в провинцията, но не е известно за колко дълго. След завръщането си в двора, тя отново влиза в домакинството на Катерина Арагонска.
Видният придворен поет сър Томас Уайът, израснал в Алингтън, имение, което почти граничело с това на семейство Болейн в замъка Хивър в Кент, се отчуждил от съпругата си и се носят недоказуеми романтични легенди за него и Ан, особено в записките на внука на Уайът. Има предположение, че някои от най-силните стихове, приписвани на Уайът, са били вдъхновени от връзката им и че жената, която описва в един от сонетите си като недостижима, вироглава и принадлежаща на краля, е Ан.
През 1526 година крал Хенри се влюбва в нея. Някои казват, че Ан не се поддавала на опитите на краля да я прелъсти, като отказвала да стане негова любовница и често напускала двора, за да се усамоти в замъка Хивър. Но за по-малко от година, той ѝ предложил брак и Ан приела. Няма доказателство, което да твърди, че те са имали сексуална връзка преди брака. Любовните писма на Хенри до Ан подсказват, че любовната им афера е останала неконсумирана през седемте години на ухажване. Въпреки това Ан била бременна по време на женитбата.

#### Брак с Хенри VIII и екзекуция
Ан Болейн и Хенри VIII сключват брак през януари 1533 г. През юни същата година Ан е коронясана като английска кралица, а на 7 септември ражда дъщеря – Елизабет I. Следват две неуспешни бременности. Тя не успява да роди на краля обещания син и враговете ѝ в двора се организират срещу нея, като използват нарастващия интерес на краля към Джейн Сиймур. Срещу Ан е поведено разследване по инициатива на Кромуел. Тя е обвинена във вещерство, кръвосмешение, изневяра, предателство, заговор срещу краля. Въпреки неубедителните доказателства срещу нея, Ан е осъдена и обезглавена в Лондонския Тауър на 19 май 1536 г.
Женитбата на Ан с Хенри VIII и нейната екзекуция са само началото на голяма политическа и религиозна промяна, каквато се оказва английската Реформация. Самата Ан Болейн е активен застъпник за църковната реформа.

## В киното
Другата Болейн - филм с Натали Портман в образа на Ан Болейн
Династията на Тюдорите - сериал с Натали Дормър в образа на Ан Болейн